# Martin Ostřanský
Martin Ostřanský (* 3. prosince 1982 ve Vsetíně) je bývalý český florbalista, reprezentant, vicemistr světa z roku 2004, mistr Švýcarska z roku 2013 a trojnásobný vicemistr Česka. Ve vrcholovém florbalu byl aktivní v letech 2001 až 2015. Byl spojen zejména s českým klubem FBC Ostrava a švýcarským klubem UHC Alligator Malans.

## Klubová kariéra
Ostřanský hrál od šesti let fotbal. Jako žák byl ve výběru Moravskoslezského kraje. K florbalu se dostal ve třinácti letech v klubu ŠSK ZŠ Vsetín – Luh při jeho základní škole. V sedmnácti letech skončil s fotbalem a dál se věnoval již jen florbalu. Se vsetínskými juniory hrál 1. ligu. K vrcholovému florbalu se dostal po přestupu do FBC Pepino Ostrava, se kterým hrál od sezóny 2001/2002 nejvyšší soutěž. S Ostravou v sezóně 2001/2002 získal bronz a v dalších třech letech tři vicemistrovské tituly v řadě.
Po Ostřanského úspěšném působení na Mistrovství světa v roce 2004 se o něj začaly zajímat zahraniční kluby. O rok později odešel do klubu UHC Uster, který o rok dříve postoupil do švýcarské National League A. Po roce v Usteru nastoupil na sezónu 2006/2007 do Grasshopper Club Zürich a od další sezóny pak do UHC Alligator Malans. Za Malans hrál osm let. V sezóně 2010/2011 pomohl hattrickem v rozhodujícím zápase semifinálové série týmu k postupu a zisku vicemistrovského titulu. V roce 2012 vyhráli švýcarský pohár. V sezóně 2012/2013 byl čtvrtým nejproduktivnějším hráčem play-off a s Malans v něm získal mistrovský titul. Stal se tak teprve druhým Čechem po Tomáši Sladkém, který vyhrál švýcarskou ligu. V roce 2015 nejprve s Malans znovu zvítězili v pohárové soutěži, kde Ostřanský vstřelil ve finálovém zápase dva góly. Ve stejném roce získali i vicemistrovský titul v lize. Po superfinálovém zápase Ostřanský oznámil konec vrcholové kariéry.
Od sezóny 2015/2016 hrál v klubu Unihockey Rheintal Gators ve švýcarské třetí nejvyšší lize (1. liga). V roce 2017 zvažoval návrat zpět do FBC Ostrava do české Superligy, ale před podpisem smlouvy změnil názor a zůstal v roli hrajícího asistenta trenéra v Gators. Naposledy hrál v sezóně 2021/2022.

## Reprezentační kariéra
Ostřanský reprezentoval Česko na šesti Mistrovstvích světa mezi lety 2002 a 2012. Patří tak k hráčům s nejvyšším počtem účastí. Na Mistrovství v roce 2004 získal první českou stříbrnou medaili. Ve finálovém zápase vstřelil dva góly. V roce 2010 přidal ještě bronz. V reprezentaci skončil v roce 2013.
| Umístění | Soutěž                             |
| -------- | ---------------------------------- |
| 4.       | Mistrovství světa ve florbale 2002 |
|          | Mistrovství světa ve florbale 2004 |
| 4.       | Mistrovství světa ve florbale 2006 |
| 4.       | Mistrovství světa ve florbale 2008 |
|          | Mistrovství světa ve florbale 2010 |
| 7.       | Mistrovství světa ve florbale 2012 |

## Ocenění
V letech 2004 a 2005 byl zvolen českým florbalistou roku, a v prvním případě i nejužitečnějším hráčem ligy.
V roce 2019 byl zařazen do Síně slávy klubu FBC Ostrava.